# Cyperus
Cyperus L. è un genere di piante acquatiche della famiglia delle Cyperaceae, diffuso nelle zone temperate della Terra.

## Descrizione
Il genere comprende piante erbacee annuali o perenni, con radici fascicolate o rizomatose. 
Sono caratterizzate da lunghi steli diritti e senza nodi, che portano nella parte terminale un ciuffo di brattee riunite ad ombrella.

## Tassonomia
Al genere appartengono oltre 900 specie.
La più conosciuta è il papiro, Cyperus papyrus, da cui nell'antico Egitto si ricavava una fibra  utilizzata per la tessitura dei papiri, che con la pergamena costituivano l'unica "carta" disponibile.

In Italia C. papyrus si è acclimatato in Sicilia alla fonte Aretusa, sull'isola di Ortigia, o, sempre nei pressi di Siracusa, alla foce del fiume Ciane.
Altra specie molto diffusa come pianta ornamentale è Cyperus alternifolius, con fusti alti e sottili che portano foglie dalle brattee a raggiera simili alle bacchette di un ombrello aperto.

### Alcune specie

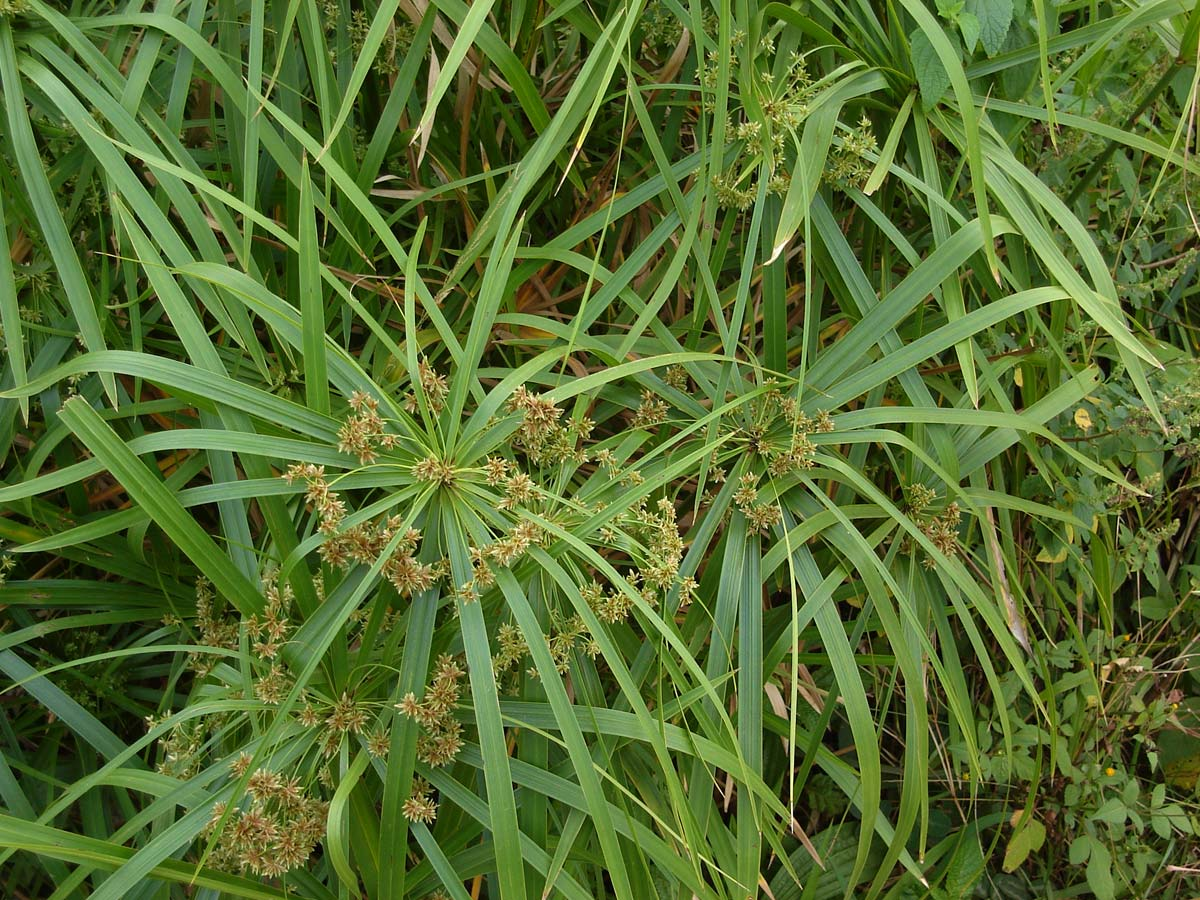
Cyperus alternifolius
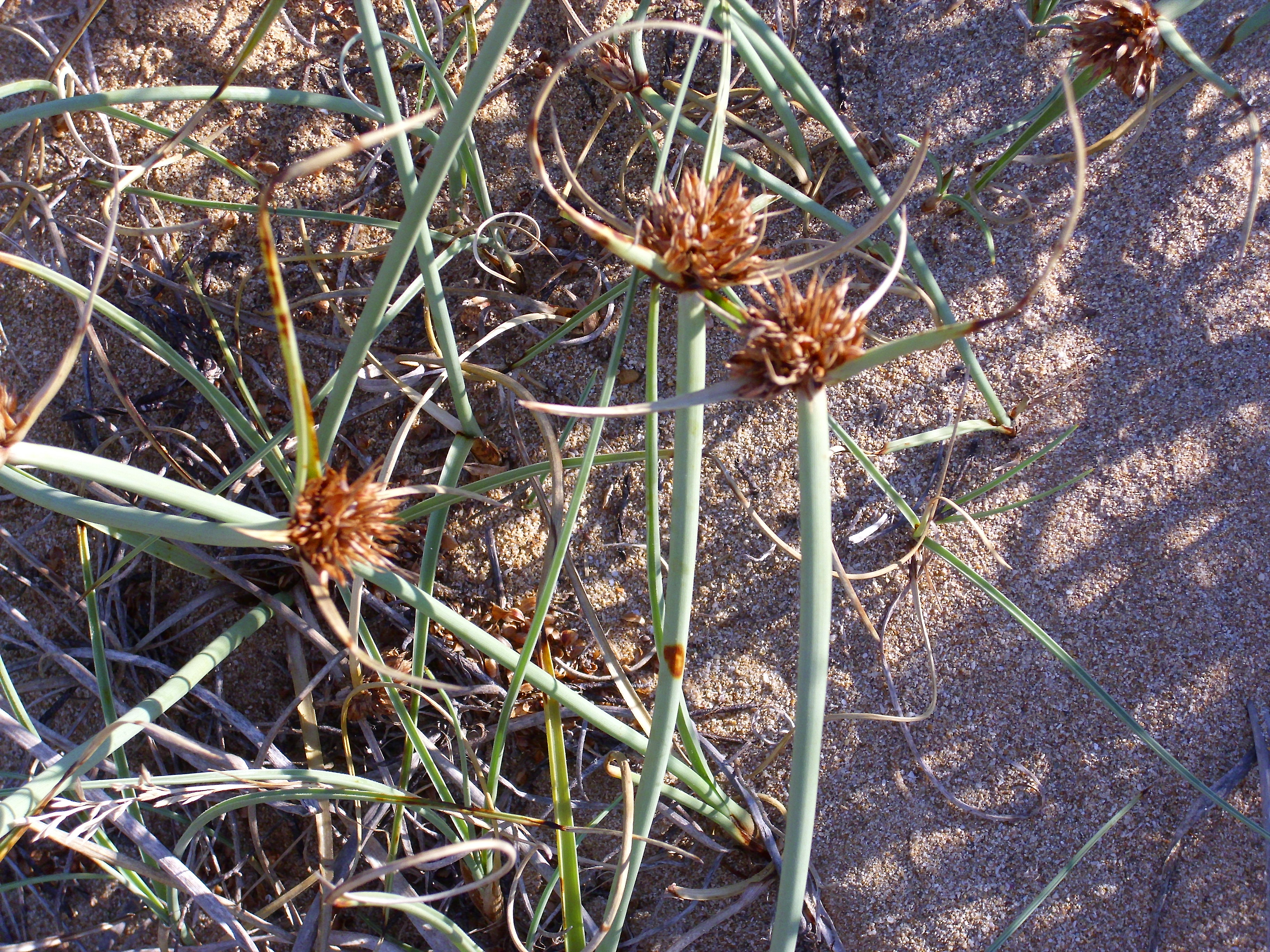
Cyperus capitatus
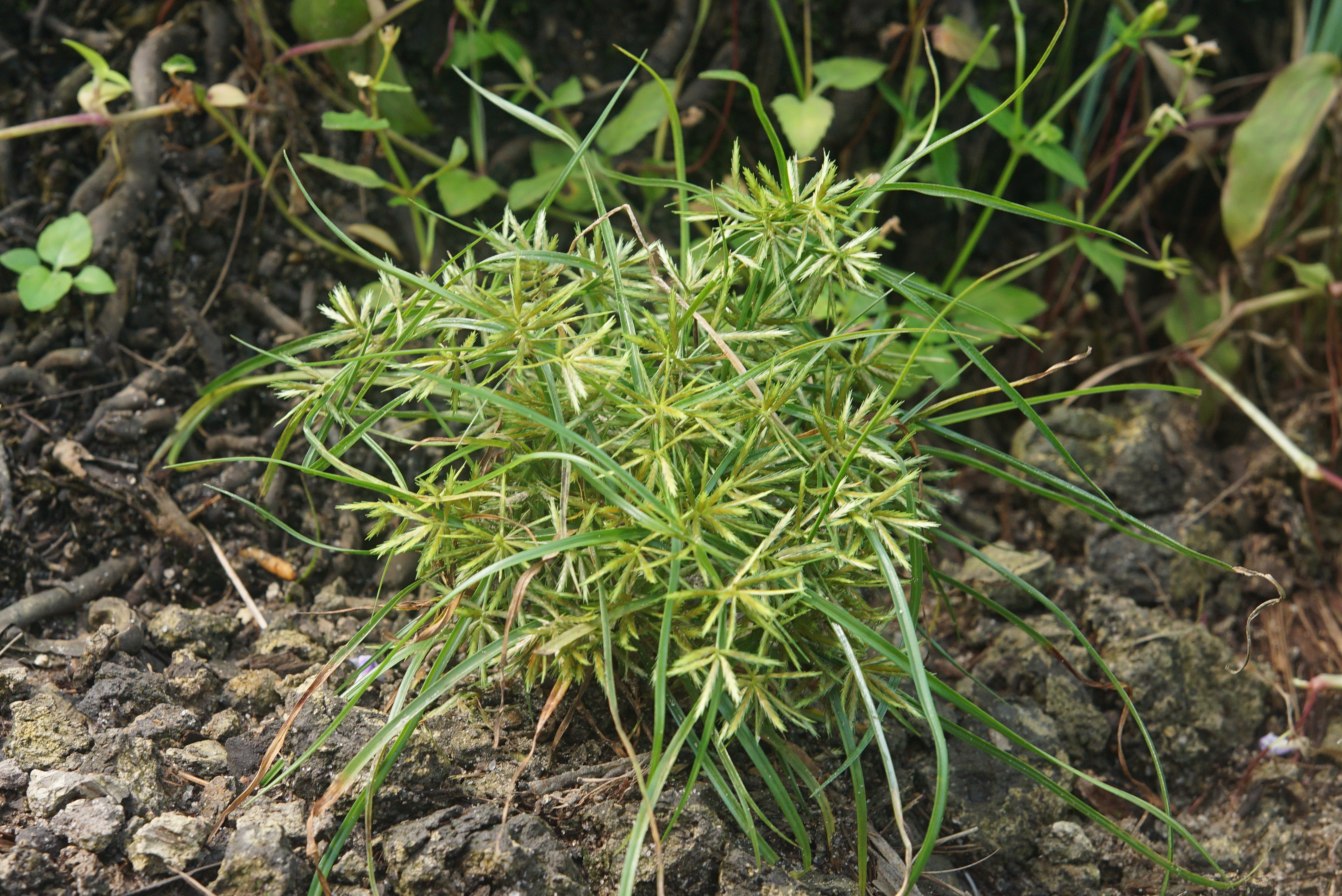
Cyperus esculentus
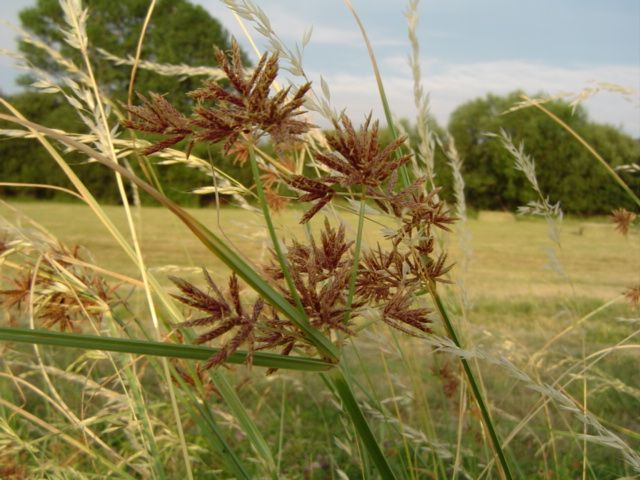
Cyperus longus
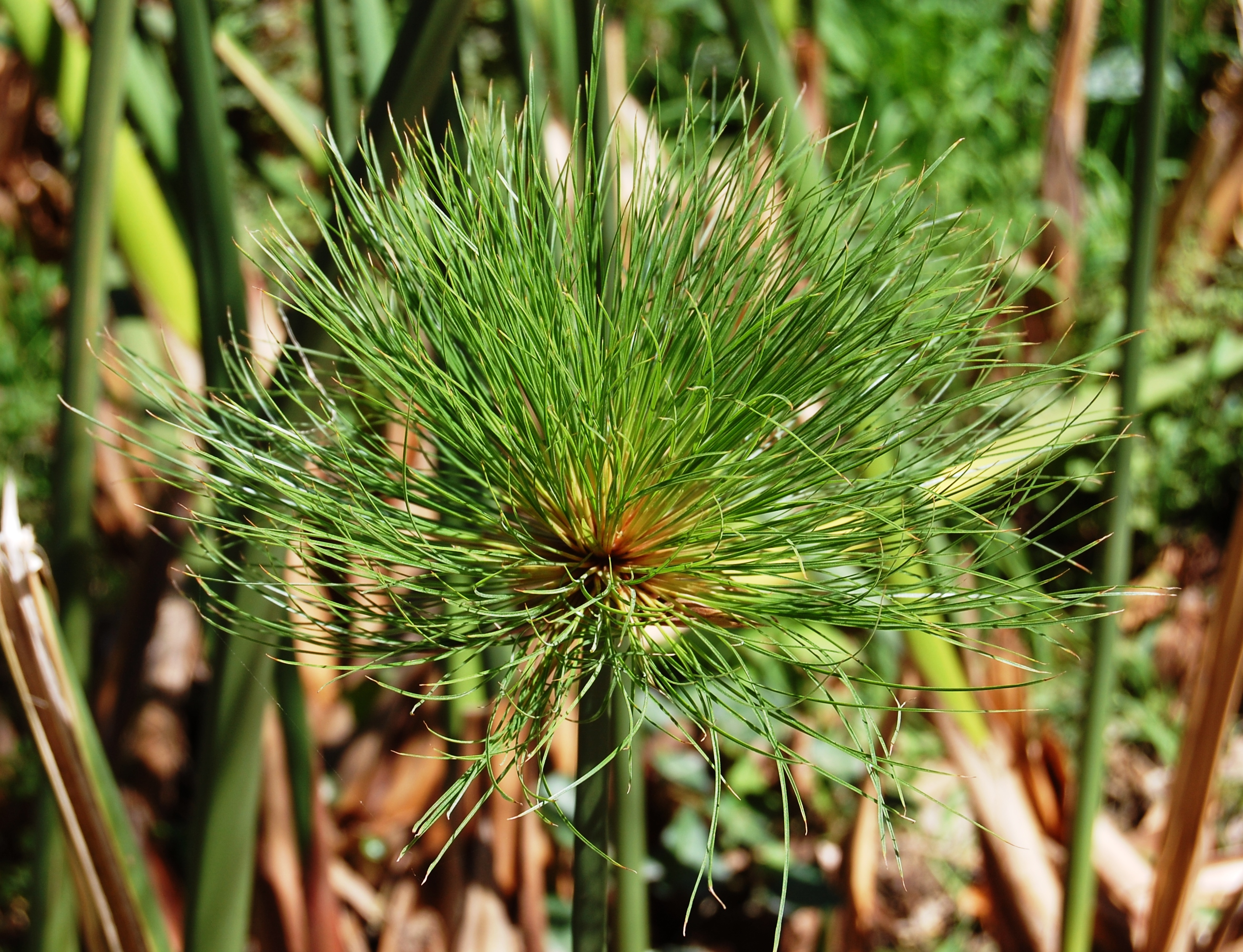
Cyperus papyrus
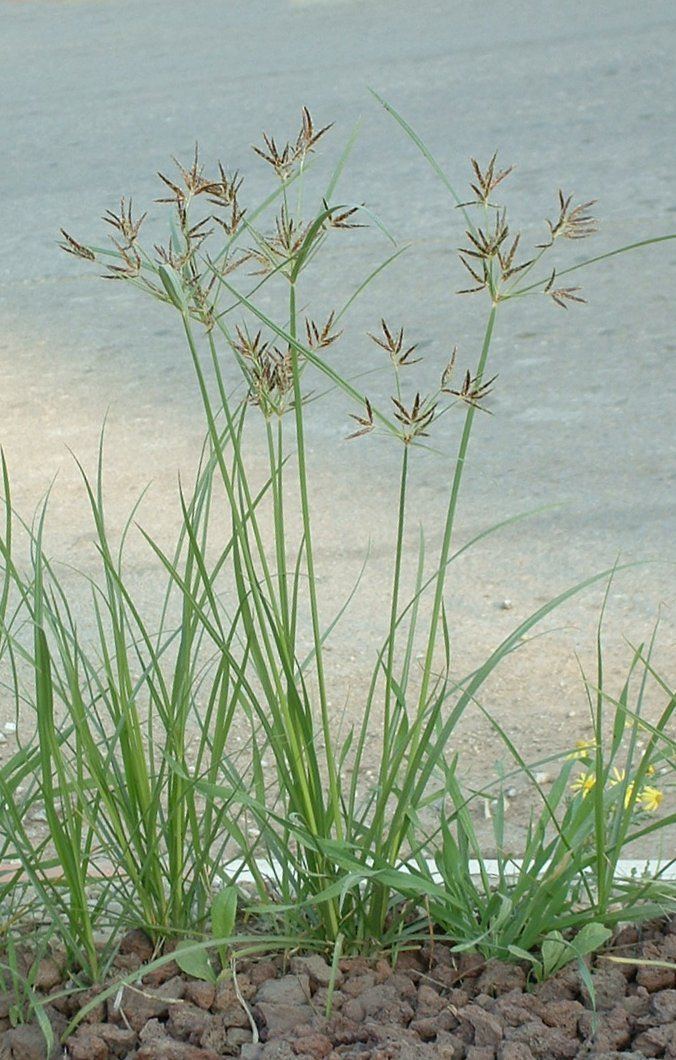
Cyperus rotundus

## Coltivazione
Teme il freddo, preferisce esposizioni a mezz'ombra, clima caldo, terreno ricco, melmoso, misto a sabbia.
La coltura in vaso richiede ambienti caldi, luce solare filtrata, concimazioni mensili con fertilizzante liquido, mantenere costantemente bagnate le radici ponendo il vaso in un recipiente pieno d'acqua, rinvasare o rinterrare in primavera quando le radici invadono completamente il vaso, usando terriccio universale miscelato a carbone di legna
La moltiplicazione avviene per divisione dei cespi o per talea fogliare.

## Usi
Diverse specie di Cyperus sono utilizzate come piante ornamentali nelle vasche o stagni dei giardini, per l'eleganza e il portamento del fogliame, o negli appartamenti in vasi idroponici.